# Sergio Herrera
Sergio Darío Herrera Month (Barrancabermeja, 15 de março de 1981) é um futebolista profissional colombiano, que atua como atacante.

## Carreira
Sergio Herrera fez parte do elenco da Seleção Colombiana de Futebol na Copa América de 2004.